# 杜暹
杜暹（生年不詳—740年），濮州濮陽（今河南濮陽）人，杜承志之子。
其家五世同堂，事奉繼母以孝聞，被舉薦為官，舉明經，補婺州參軍。任滿離職時，州吏拿來當地產紙一萬餘張送他，杜暹只拿一百張，人稱“百紙參軍”。唐玄宗時任鄭尉，大理平事，開元四年（716年），任監察御史，又官給事中、黃門侍郎兼安西副大都護等職。开元十四年（726年）官至同平章事。开元十七年（729年）因和李元纮不和，罢相，出为荆州大都督府长史，后来入朝担任礼部尚书。

## 子孙
- 杜孝友，殿中監
  - 杜延壽，武進尉
  - 杜孝孫
  - 杜孝恭，殿中侍御史
- 杜昱，給事中

## 延伸阅读
[在维基数据编辑]
 《舊唐書·卷98》，出自刘昫《舊唐書》
 《新唐書·卷126》，出自《新唐書》